# پنجزاری بزرگ

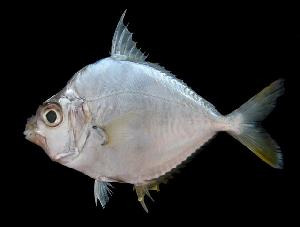
Leiognathus equulus

پنجزاری بزرگ (نام علمی: Leiognathus equulus) از گونه‌های پنجزاری‌ماهیان است. نام محلی این ماهی در جنوب ایران فروکو، شنگو، یا کالر می‌باشد.
محل زندگی این ماهی‌ها آب‌های کم عمق ساحلی است. آن‌ها از سخت‌پوستان و میگوهای کوچک تغذیه می‌کنند.
طول این گونه تا ۴۰ سانتی‌متر نیز می‌رسد. جثهٔ آن‌ها بزرگ و نسنتاً فشرده است. سر آن‌ها فاقد فلس است و در آن دهانی کوچک و افقی دیده می‌شود که شکاف آن تا زیر چشم کشیده می‌شود.
فلس‌های ناحیه سینه شفاف می‌باشند و رنگ بدن نقره‌ای و باله مخرجی زرد است، درحالی که یک نوار عمودی زیبا از پشت به پایین کشیده شده است و در وسط قسمت بالایی پهلوها قرار دارد.
باله پشتی این ماهی دارای ۸ شعاع سخت و ۱۶ شعاع نرم است.